# St. Veit (Marktbergel)

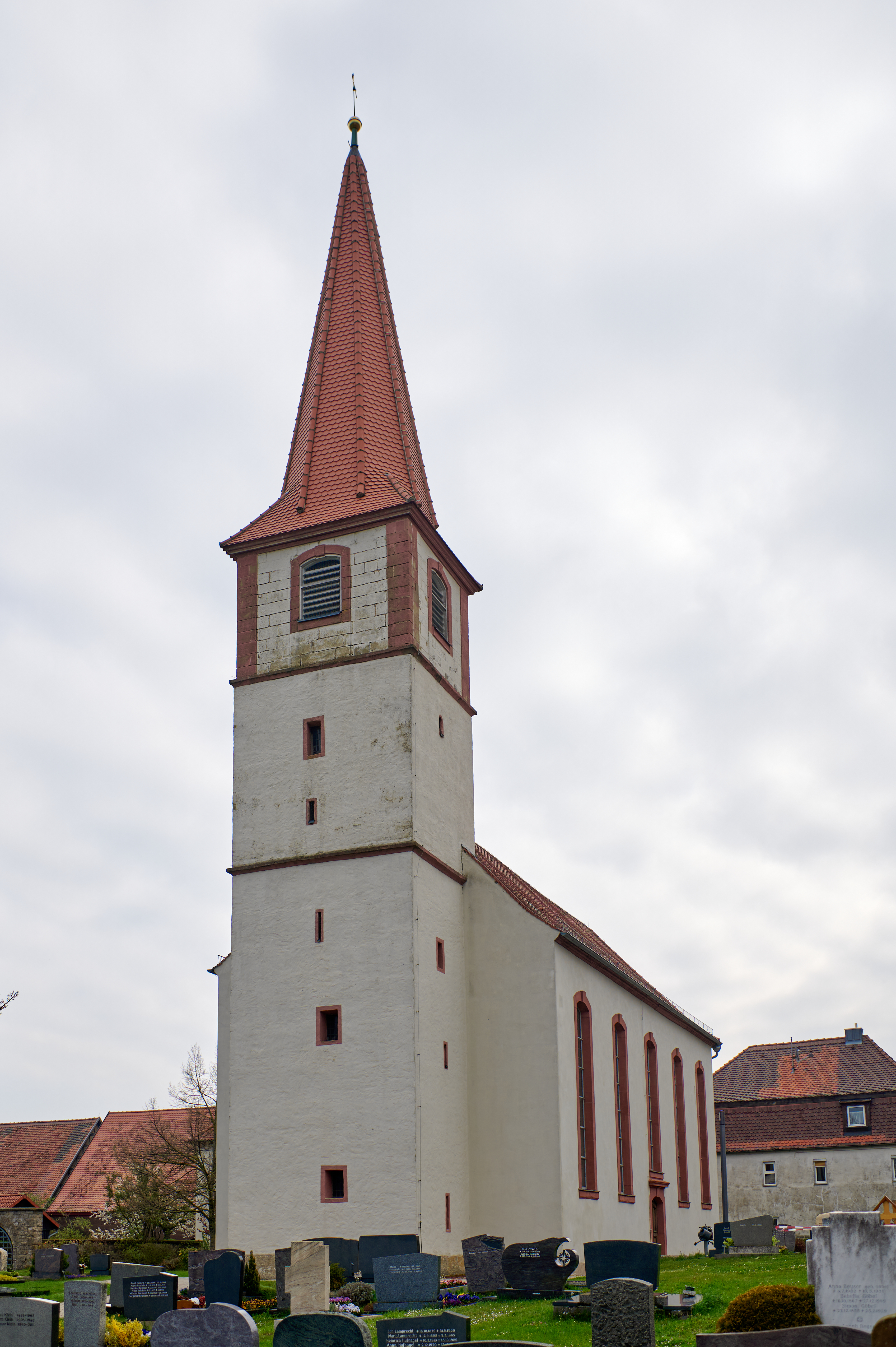
St. Veit in Marktbergel

Die evangelische, denkmalgeschützte Pfarrkirche St. Veit steht auf dem Friedhof von Marktbergel, einem Markt im Landkreis Neustadt an der Aisch-Bad Windsheim (Mittelfranken, Bayern). Das Bauwerk ist unter der Denkmalnummer D-5-75-143-20 als Baudenkmal in der Bayerischen Denkmalliste eingetragen. Die Kirche gehört zur Pfarrei Marktbergel im Dekanat Bad Windsheim im Kirchenkreis Ansbach-Würzburg der Evangelisch-Lutherischen Kirche in Bayern.

## Beschreibung
Die Saalkirche wurde 1753/54 durch den Bau des Langhauses nach einem Entwurf von Johann Löscher im Markgrafenstil vereinheitlicht. Der Kirchturm im Westen, der im Kern aus dem 14. Jahrhundert stammt, ist durch Gurtgesimse in vier Geschosse geteilt. Das oberste Geschoss, das unverputzt geblieben ist, beherbergt hinter den Klangarkaden den Glockenstuhl. Er wurde mit einem achtseitigen Knickhelm bedeckt. Der dreiseitig geschlossene Chor, der von Strebepfeilern gestützt wird, stammt aus dem 15. Jahrhundert. Im Innenraum des Langhauses wurden doppelstöckige Emporen eingebaut. Die Kirchenausstattung, bei der im Sinne des Markgrafenstils  das Taufbecken, der Kanzelaltar und die Orgel über ihn auf einer Linie angeordnet wurden, hatte 1754 Joseph Saint-Pierre entworfen.